# Mysteryland

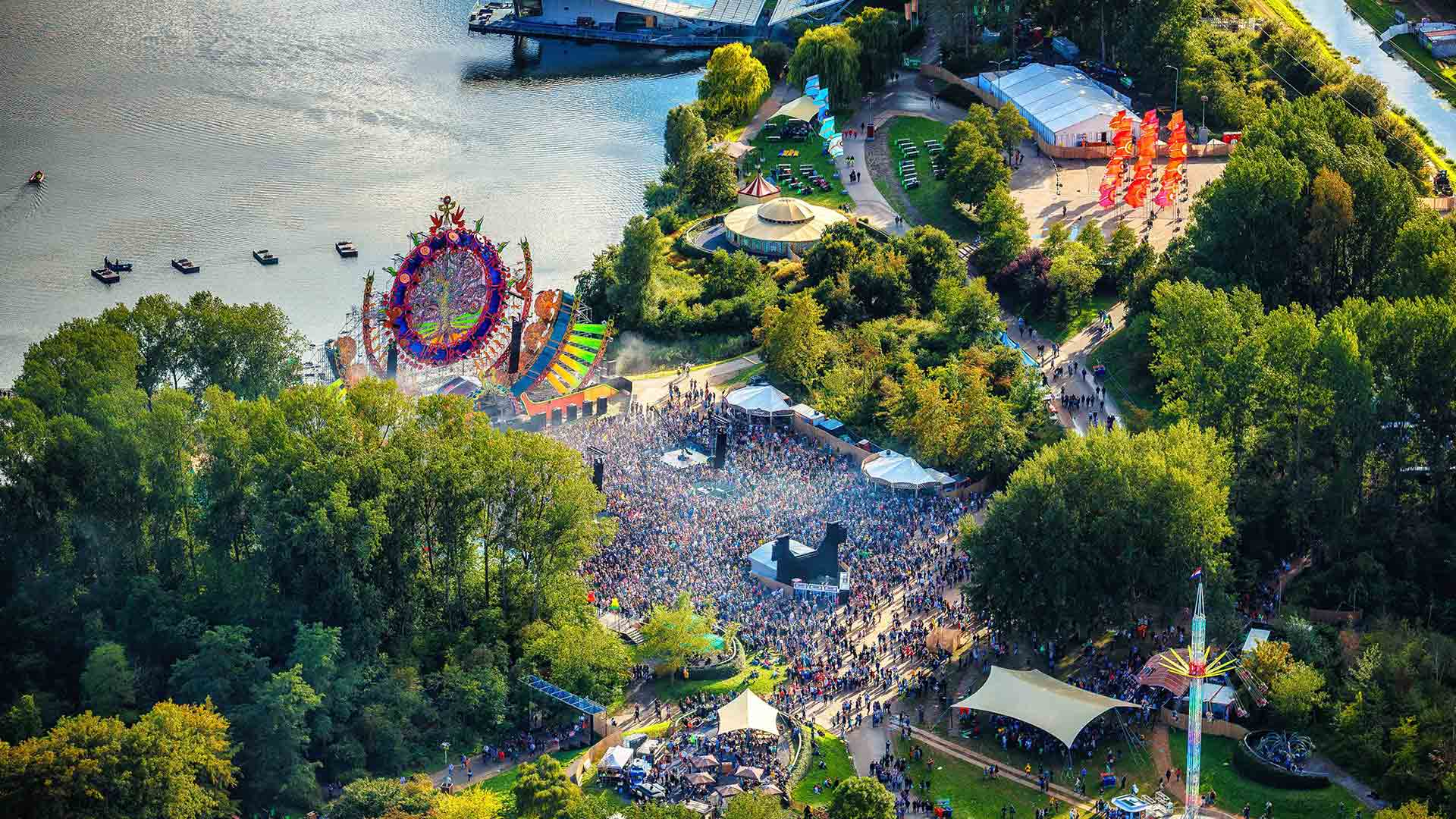
De Main stage van Mysteryland 2018

Mysteryland is een dancefestival dat sinds 1993 in Nederland gehouden wordt. De slogan voor het festival luidt: "Yesterday is history. Today is a gift. Tomorrow is a Mystery!".
Bij de verschillende edities hebben veel verschillende dj's en bands opgetreden. Zo groeide het feest uit van een housefeest tot een festival met veel verschillende stijlen dat een breder publiek moest trekken. De genres muziek die er gedraaid worden zijn:  techno, house, trance, dance, hardstyle, urban, hiphop en electro, en in de eerdere edities ook hardcore.

## Geschiedenis
In 1993 vond de eerste Mysteryland plaats op het Midland Circuit in Lelystad. Het was toen nog niet in handen van ID&T, het werd georganiseerd door Sander Groet, Brian Bout en hun bedrijf TNT (The Nations Top). Alhoewel het feest zeer goed bezocht werd, was het financieel gezien een drama.
Irfan van Ewijk, een van oprichters van ID&T, ontmoette in 1994 Sander Groet in een drukkerij. Voor de tweede editie van Mysteryland had TNT al wel een locatie, maar niet de financiële middelen die er nodig zijn om een evenement van deze schaal op te zetten. 
Ervaren was Groet al wel, aangezien hij het jaar daarvoor Mysteryland had georganiseerd in Lelystad. De tweede editie van Mysteryland in 1994 werd in samenwerking tussen Groet, Bout (TNT) en ID&T georganiseerd, maar bleek organisatorisch een drama te zijn, met schulden in plaats van winst. Dit was de reden dat er in 1995 geen Mysteryland werd gehouden.
In 1996 werd er weer een andere locatie gevonden in het vliegveld van Eindhoven en het driedaagse festival werd teruggebracht naar één nacht. De nadruk van deze editie lag op hardcoremuziek, een genre dat hand in hand ging met de gabberscene van die tijd.
Recreatieterrein Bussloo was in 1997 de locatie voor een van de natste Mysterylands uit de geschiedenis van het festival. De organisatie belde alle boeren uit de buurt met de vraag of zij met stro konden komen om de modderpoel te dempen.
In 1998 trok Mysteryland voor het derde jaar achter elkaar 25.000 bezoekers, ondanks de wedstrijd Nederland-Argentinië op het WK. Het festival wisselde weer van locatie, ditmaal op Recreatieterrein Lingebos.
In 1999 en 2000 blijft Mysteryland op de locatie in Bussloo. Het bezoekersaantal is inmiddels gestegen naar 35.000.
Een samenwerking tussen Mysteryland en Six Flags in 2001 maakt het mogelijk dat mensen die in het bezit zijn van een combikaart gebruik kunnen maken van de faciliteiten van het pretpark.
In 2002 maakt Mysteryland de overstap naar een dagfestival en dit vindt plaats op Ruigoord in Amsterdam. De capaciteit van het terrein is kleiner dan voorheen en er komen maar 20.000 bezoekers. Sven Väths Cocoon host een area en Q-dance staat voor het tweede jaar op het festival.
In 2003 groeit het festival naar 40.000 bezoekers en 12 area's op een nieuwe maar vaste locatie: het voormalige Floriade-terrein te Vijfhuizen, gemeente Haarlemmermeer.
In 2004 en 2005 komen er bij elkaar meer dan 100.000 mensen dansen op de Floriade. DJ Tiësto maakte zijn entree met een helikopter en er werd meer aandacht besteed aan de decoratie, waaronder de mainstage.
Hiphop maakt zijn eerste entree in 2006 op het dancefestival met een optreden van Opgezwolle. Ook in 2007 is Mysteryland vernieuwend: politiek en dance komen samen in de vorm van Coolpolitics.
Na 15 jaar is het tijd voor een feestje bij organisatie ID&T en meer dan 150 artiesten komen dat jaar optreden voor meer dan 60.000 bezoekers. Tevens is er binnen de programmering ruimte voor kleine kunstenaarscollectieven en theater.
Deze formule hield Mysteryland ook in 2009 aan, toen voor de derde keer op rij 60.000 mensen een kaartje kochten met de mogelijkheid om 21 areas te bezichtigen. Er was een biologisch ontbijt beschikbaar.
In 2013 werd de uitverkochte twintigste editie gehouden, met 60.000 bezoekers, met onder anderen Steve Aoki, Fedde le Grand en Steve Angello.
Op 10 februari 2015 maakte de organisatie bekend dat, voor het eerst in jaren, Mysteryland een weekendfestival wordt. Festivalliefhebbers hebben voor de editie van 2015 twee dagen (zaterdag en zondag) om te genieten van Mysteryland. Vrijdag is vanaf 14:00 open en alleen toegankelijk voor de 5.000 campinggasten. De 5.000 weekendkaarten inclusief camping waren na de start van de kaartverkoop op 7 maart 2015 binnen anderhalf uur uitverkocht, zo meldde Mysteryland.
In de jaren daaropvolgend is Mysteryland blijven groeien. In 2019 waren er op Mysteryland meer dan 100.000 bezoekers van meer dan honderd nationaliteiten te vinden. Er traden ruim 300 artiesten op.  In 2020 en 2021 werd het festival vanwege een corona-uitbraak geannuleerd.

### Buitenland
- In 2011 maakte ID&T bekend dat het festival zich uit zou gaan breiden, met een Mysteryland in Chili.
- In 2014 maakte ID&T bekend een Amerikaanse editie van Mysteryland te gaan organiseren op het originele terrein van het Woodstockfestival uit 1969, in Bethel, New York, de Amerikaanse editie van Mysteryland was in 2016 voor het laatst.